# Rich Creek (Virginia)
Rich Creek es un pueblo situado en el condado de Giles, Virginia  (Estados Unidos). Según el censo de 2010 tenía una población de 774 habitantes.

## Demografía
Según el censo del 2000, Rich Creek tenía 665 habitantes, 277 viviendas, y 186 familias. La densidad de población era de 295,1 habitantes por km².
De las 277 viviendas en un 22,4%  vivían niños de menos de 18 años, en un 55,2%  vivían parejas casadas, en un 9,4% mujeres solteras, y en un 32,5% no eran unidades familiares. En el 30,3% de las viviendas  vivían personas solas el 14,4% de las cuales correspondía a personas de 65 años o más que vivían solas. El número medio de personas viviendo en cada vivienda era de 2,19 y el número medio de personas que vivían en cada familia era de 2,71.
Por edades la población se repartía de la siguiente manera: un 17,4% tenía menos de 18 años, un 5% entre 18 y 24, un 23,3% entre 25 y 44, un 27,2% de 45 a 60 y un 27,1% 65 años o más.
La edad media era de 48 años.  Por cada 100 mujeres de 18 o más años  había 79,4 hombres.
La renta media por vivienda era de 34.519$ y la renta media por familia de 43.958$. Los hombres tenían una renta media de 31.417$ mientras que las mujeres 21.250$. La renta per cápita de la población era de 18.553$. En torno al 7,9% de las familias y el 13,1% de la población estaban por debajo del umbral de pobreza.

## Localidades adyacentes
El siguiente diagrama muestra a las localidades más próximas a Rich Creek.